# IINA
 (mai 2024).
IINA est un logiciel de type lecteur multimédia. Il est écrit en Swift et basé sur le lecteur libre MPV. Le logiciel est gratuit et open-source. Il est publié sous la licence publique générale GNU version 3 (GPLv3).

## Description
Il s'agit d'un lecteur multimédia dédié au système d'exploitation macOS. Il a été conçu comme une alternative à VLC avec une interface proche de QuickTime Player. 
La différenciation du lecteur IINA est d’être optimisé et conçu uniquement pour macOS et de prendre en charge la majorité des formats audio et vidéo. 

## Historique
En 2017, le projet débute avec une version test en cours de développement.
Fin 2018, la version 1 finale est lancée après plusieurs mois de versions bêtas. Celle-ci est disponible avec un mode sombre et la prise en charge de la Touch Bar pour les MacBook Pro.
En mai 2022, la version 1.3 est disponible, avec la prise en charge du contenu video en HDR.